# 氷崎健人
氷崎 健人（ひさき けんと）は、日本の元AV男優、元バーチャルYouTuber。

## 人物
ニューハーフ、盗撮系、近親相姦系、ゲイ・ポルノからスカトロまで、幅広いジャンルのAVに出演していた。
AV男優になったきっかけはAV男優からの紹介である。
趣味は体と心を鍛えること。
ロシア語が堪能であり、出演作内でロシア語の会話を披露することもある。
2018年6月にAV男優を引退。2020年9月11日に設立されたバーチャルYouTuber事務所「Acclaim」の初期メンバーとして再デビューが発表され、同年9月20日にYouTuberデビューしたが、2021年2月11日に健康上の問題を理由に活動を終了することが発表された。

## 出演

### オリジナルビデオ
2008年
- 筋肉バレリーナ 横山翔子（6月5日、アキノリ）[3]
- 女上司がエロ熟女（6月20日、アカデミック）[3]
- 実話家族 息子に犯される義母（7月18日、アカデミック）[3]
- 突然人妻が背後からパンツに手を突っ込んできて高速手コキ（10月11日、ラハイナ東海）[3]
- 義母の発情期（11月21日、アカデミック）[3]

2009年
- マジックミラー号 逆ナンパ in 三浦海岸（1月23日、ディープス）[3]
- 絶対服従!体罰指導!働く男の尻叩き（3月30日、SPANK JAPAN）
- 中年男の夢を叶えるセックス やりたい放題！ 5（4月25日、ながえスタイル）
- レッド突撃隊増刊号！ 桃と牛乳のアンケートと称して桃尻とお乳とことん揉ませて吸わせてくださ〜い！ 48人（5月25日、レッド）
- 手コキでベロちゅ〜 7（7月17日、イエロー）[3]
- 夢を叶えるセックス ドスケベ女がやりたい放題！（8月25日、ながえスタイル）

2010年
- 新入社員 中出し20連発（1月7日、アイエナジー）
- あなた、許して…。 欲情に流されて（2月5日、アタッカーズ）
- 母乳義母 結城みさ（2月19日、SA）
- 近親相姦 お母さんの美尻 樋口冴子（4月3日、ワンズファクトリー）[3]
- イケメン○校生ヒロキ（1○才）からの投稿 修学旅行乱交レポート2 東京見学するはずが！こっそり旅館に戻り先生のいない間に！（6月25日、レッド）[3]
- レッド突撃隊 増刊号！！ 突然ですが！街角お嬢さん！電マあてさせてください！ 「あれ？これパンツのシミ？お嬢さん濡れていますよ！」素人娘24人（7月25日、レッド）
- 母乳義母2 本条直子（9月19日、SA）
- 荒川区・私立女子校保健教諭投稿 保健教諭の女子生徒処女喪失映像2 「はじめてのHは経験豊富な先生がいいな！」24人（10月7日、東京スペシャル）
- あなた、許して…。総集編2（12月2日、アタッカーズ）

2011年
- やめられない不倫、とまらない浮気 既婚者たちの『いやらしい』不貞行為（2月25日、Fプロジェクト）
- 世にも卑猥な近○相姦 兄と妹（4月25日、Fプロジェクト）
- 穴はいつも濡れている ヤリタイおんなのシタゴコロ（5月25日、Fプロジェクト）[4]
- 綺麗な熟女と相互オナニー鑑賞（6月17日、DX）[3]
- 私の息子と交換しない？ 息子交換物語 2（6月21日、ラハイナ東海）
- 業界残酷物語 芸能人 藤本リーナ（7月1日、アタッカーズ）
- 手コキでベロちゅ〜 7（7月17日、イエロー）
- おやじの憧れと青春！ ああ〜、麗しの三つ折りソックス女学生 2（8月25日、Fプロジェクト）[4]
- 銀座人妻専門マッサージ治療院 7（10月20日、ピーターズ）
- 汗っかきな人妻 〜フィットネス〜（11月8日、ラハイナ東海）
- レッド突撃隊SP企画！ 新兵器！激震！突然ですが！2穴電マで昇天させてくださ〜い！2 48人（11月18日、レッド）
- 本格寝取られシリーズ 夫の悪趣味に付き合わされ隣の旦那に抱かれる妻（11月25日、Fプロジェクト）[4]
- 欲求不満の熟れた女体で治す（秘）ED（勃起不全）治療院（12月25日、Fプロジェクト）
- 究極の寝取られスワップ 母娘ダッチワイフ2（12月25日、ながえスタイル）[4]

2012年
- レッド突撃隊SP企画！ 突然ですが！2穴電マで潮吹き！昇天させてくださ〜い 3 48人（1月25日、レッド）
- 院内性乱脈 患者には見せぬ、医者と看護婦のいやらしい裏の顔（2月25日、Fプロジェクト）[4]
- 熟女達の世界一濃厚でいやらしい接吻とSEX 2（4月25日、サイドビー）[4]

- キレイなお姉さんの拘束亀頭責め強制発射手コキ（5月9日、ジャネス）[3]
- 六本木にある某セクキャバ店の女の子は8割お持ち帰りSEX出来る！（5月13日、パラダイステレビ）
- 中年男の欲望に応える… あ〜あ…悲しいかな…都合のいい女（7月25日、Fプロジェクト）[5]
- エッチ大好きJK達の世界一濃厚でいやらしい接吻とSEX（7月25日、サイドビー）[4]
- 弱ぃ女（7月29日、FAプロ）[4]
- 熟年者のセックスライフ 4（8月5日、ジャネス）[5]
- レッド突撃隊 増刊号！ 全国ワキフェチのみなさん！ 突然ですが、街角お嬢さんワキの匂いかがせてください！ 48人（8月24日、レッド）
- 非道徳エロス小話集 若く豊満なカラダを持つ身寄りのない女たち（9月1日、FAプロ）
- 愛と狂気のエロチスム‥ 私ハ‥悲しき女の情念をミタ…（9月25日、Fプロジェクト）[5]
- 熟女達の世界一濃厚でいやらしい接吻とSEX 3（10月25日、Fプロジェクト）[4]
- 受験コンサルタントI氏からの投稿 一つの推薦枠を争奪するお受験ママたちの仁義なき戦い 「この推薦枠は私を楽しませてくれたママに差し上げましょう」40人（10月25日、レッド）
- 本格的！ 寝取られエロドラマシリーズ 悪趣味の極み‥自分の為に妻を寝取らせた 2 元カリスマギャルモデルの女社長とその…（11月25日、Fプロジェクト）[5]
- 忍びこんで強姦！！ 人妻凌辱レイプ（12月23日、FAプロ）[5]
- ど淫乱人妻の濡れたオ○ンコ（12月25日、Fプロジェクト）[5]
- 驚き！不幸なはずが、もの凄くきもち良かった接吻とセックス！ 騙されたけど…感じてしまいグショグショに股間を濡らす女の性（12月25日、Fプロジェクト）[5]
- 新感覚官能ドラマ vol.5 〜愛玩主婦の悲劇〜 〜亭主を捨てて、私は奴隷になりました…〜（12月25日、サイドビー）
- 法人指定歯科医師より投稿 歯ブラシメーカー新入社員歯科検診昏睡レイプ マネキン人形の様になった女子社員たちは知らずに犯されていた！（12月25日、レッド）
- 山本美和子にエロいことをしてもらいませんか！！！（12月28日、なでしこ）[5]

2013年
- パンツ履いたまま射精させる痴女妻（2月12日、AFRO-FILM）[6]
- 料理の先生を番組収録中に痴漢！（2月20日、STAR PARADISE）[5]
- ごめんなさい、もうあなたとは… オヤジに寝取られた女達（2月25日、Fプロジェクト）[5]
- 父娘ロ●ータ野外調教 つむぎ（仮名）（3月1日、映天）[5]
- 実録！！ 検証企画 超エロボディの新人キャバ嬢に体験入店後、不採用を匂わせてみた。 テンパりまくったキャバ嬢はどんなテクで男を取り込むのか！？（3月1日、プレステージ）[5]
- 女体を思う存分いじくりまわす 夢の猥褻マッサージ＆ED治療院 熟れた女体で勃ちあがらせる（3月11日、サイドビー）
- 真面目ほどドスケベ 働く女のむれた肉体（3月25日、ながえスタイル）[7]
- 中年男の夢の集大成！ 宇宙一濃厚でいやらしい接吻とSEX（3月25日、Fプロジェクト）
- 好奇心旺盛、性欲満帆 見た目より全然Hな、ド田舎娘 〜完全版〜 撮りおろし 〜世界一濃厚でいやらしい接吻とSEX〜（3月25日、Fプロジェクト）[7]
- 底なしの欲求 ハメ狂いの欲しがり妻 3時間（4月12日、サイドビー）
- 心も体も満たす… 魅惑のエステサロン（4月25日、Fプロジェクト）[7]
- 愛憎まみれの夫婦生活 人妻淫乱！！（4月26日、FAプロ）[7]
- 勃起不全 (ED) に悩む妻 主人がインポなんです…。（5月16日、サイドビー）
- 償い 〜つぐない〜 3（5月25日、ながえスタイル）[7]
- 日本人がハメる！ 北欧ロリッ娘ナンパ 3名 デジタルモザイク匠（7月5日、ABC/妄想族）[7]
- 日本人がハメる！ 北欧若妻を夫の寝ている隙にNTR（寝とり）何度もイカせ夜這いする3名 デジタルモザイク匠（7月5日、ABC/妄想族）[7]
- 自慰まみれの危ない誘惑！！団地住まいの独身女（7月28日、FAプロ）[7]
- 女子校生M男遊び 4（8月13日、ジャネス）
- 病室でセックスしていると、カーテン一枚隣の患者さんのオナニーが聞えてきたので3Pのお誘い（8月15日、STAR PARADISE）[7]
- 露出人妻倶楽部 舞咲みくに（仮名）（8月19日、映天）[7]
- 愛棒を求めて！！肉食系スワップサークル潜入取材（8月20日、STAR PARADISE）[7]
- レッド突撃隊SP企画！ グレードUP！！突撃隊 電撃スカートめくり作戦 2カメ激撮！怒涛の315人（8月25日、レッド）
- 野外人妻羞恥 22 羽月希（9月19日、映天）[7]
- 閲覧注意！胃液キス【ゲロ手まん】で大量潮吹き（9月23日、Fetish Tokyo）
- 日本人がハメる！ ロシア娘寝とられ夜這い デジタルモザイク匠（10月6日、ABC/妄想族）[7]
- 無抵抗な女を犯す（10月9日、サイドビー）[7]
- 爆乳ゴルフキャディ 2 風間ゆみ（10月10日、アップソン）[7]
- 近親レイプ 息子の性処理道具になった義母（10月15日、マニアゼロ）[7]
- 近親相姦 禁断家族 欲求不満な性活 2（10月15日、マニアゼロ）[7]
- レッド突撃隊SP企画 突然ですが！奥さんクチビル吸わせてください！48名（10月25日、レッド）
- 寝取られ中出しレイプ（10月25日、なでしこ）[7]
- やるせない男の慕情 妻の妹・教え子・幼な妻（10月27日、FAプロ）[7]
- セックスカウンセラー 松本まりなの性感クリニック（10月31日、Mellow Moon）[7]
- 頭がゆるふわなスイーツ女子に「化粧品のサンプルモニターになりませんか？」とふざけ半分でナンパしたら中出しまでデキちゃった！！（11月1日、プレステージ）[8]

2014年
- 校外で練習中の陸上部女子と野外淫行（1月9日、プレステージ）[8]
- 寝取られた妻 わたしは夫のために、他人に抱かれました。（2月12日、サイドビー）[8]
- お願い… 私のうんち食べないで（3月18日、ラハイナ東海）
- 上司に犯された部下の妻（3月25日、ながえスタイル）
- 家政婦のイイなり もし「結城みさ」が、家政婦さんだったら（3月25日、Mellow Moon）[8]
- 背徳 不倫地獄 妻が男に抱かれる理由（3月30日、FAプロ）[8]
- 糞を食われる人妻、それを見て嗚咽ゲロしてしまう（4月17日、Fetish Tokyo）
- 羞恥心 おませなパイパン娘/優子の恥じらいSEX/幼な妻の憂鬱（4月25日、FAプロ）[9]
- ザ・レイプ願望 犯されたい女たち（4月27日、FAプロ）[8]
- 不倫妻 ―いつも濡れている股間―（4月27日、FAプロ）[8]
- 心の隙間はセックスで埋める 寂しい女は男で慰める（5月12日、サイドビー）[8]
- 常習犯 欲求不満を軽犯罪とSEXで解消する女（5月25日、FAプロ）[10]
- 忍び込んで和姦 夜這い（6月29日、FAプロ）[8]
- 夫の留守中に… 私、アレが大好きな絶倫男に発情してしまいました 30代主婦（7月1日、FAプロ）[11]
- 真っ白な病院の中の黒い部分 医者と看護師の淫らな素顔（7月8日、ながえスタイル）[8]
- 人妻ナンパ中出しイカセ 17 白金編（7月10日、ホットエンターテイメント）
- 世間によくある親父が嫁を寝取る話し 男やもめの義父と性的不満の息子の嫁/夫の父に力づくでやられた嫁、その後はズルズルと…（7月13日、FAプロ）[12]
- 頑固なインポテンツもたちまち治す 美人セックスセラピストの（秘）ED（勃起不全）治療院（7月25日、なでしこ）
- 新妻くずし 息子に嫉妬した義父（9月1日、FAプロ）[13]
- SEX戦争-家族編-（9月1日、FAプロ）[14]
- 欲求不満セレブ妻（9月25日、ながえスタイル）[8]
- 夫は生き地獄！妻の不倫 背徳のナマ姦中出しファック（10月1日、FAプロ）[15]
- 密会-淫行現場-人目を忍ぶリアルSEX！（10月1日、FAプロ）[16]
- 秘湯に囲われた女肉奴隷2（10月4日、アタッカーズ）[8]
- あやまちの膣内発射 娘を妊娠させた父親/夫の父の子を妊娠した嫁/息子の子を妊娠した母（10月13日、FAプロ）[17]
- 接吻情事 熟女キャバクラ！進撃のふじこ（10月15日、なでしこ）[8]
- 色欲情 -しきよくじょう-（11月1日、FAプロ）[18]
- ショック！ 見てはならぬものを見た（11月1日、FAプロ）
- 誘惑女 -Temptation a girl-（12月1日、FAプロ）[19]
- 淫乱症（12月1日、FAプロ）[20]
- 人妻ナンパ中出しイカセ 18 麻布十番の商店街編（12月10日、ホットエンターテイメント）[21]

2015年
- ハラスメント 喰う女 喰われる女（1月1日、FAプロ）
- 美しき人妻たち 歪んだ愛と淫れた性（1月1日、FAプロ）[22]
- Mっ娘ごっくんナンパ！！押しに弱い素人娘に強制口内発射！（1月10日ホットエンターテイメント）[21]
- ザ・借金 父の眼前で…借金の担保に抱かれる娘/借金まみれの介護妻（2月1日、FAプロ）[23]
- 被害者 女はいつも性的なモノとしか見られていない（2月1日、FAプロ）[24]
- ふしだらな母娘の接吻と情交 〜母の情夫を奪う娘、娘の彼氏を誘う母〜（2月5日、ヒビノ）[21]
- 家庭内性相関図-この母にしてこの娘あり-（3月1日、FAプロ）[25]
- 情事 -夫は知らない妻の裏顔- 再婚妻/不倫妻/浮気妻（3月1日、FAプロ）[26]
- 赤裸々 清純な女性たちがココロもカラダも包み隠さず語るセックス体験談（3月1日、FAプロ）[27]
- 人妻転落物語 音無かおり（3月6日、山と空）[21]
- 夜のお仕事の落し穴 輩のチ●ポでよがり狂う人妻キャバ嬢 乙葉ななせ（3月27日、なでしこ）
- ウェディング羞恥エステ 結婚式前の幸せな彼女に性感施術 4時間（4月1日、ブリット）
- のぞきスワップ 変態夫婦の歪んだ性欲（4月1日、FAプロ）[28]
- 発情中 ダメとわかっててもブレーキの出来ない女たち（4月1日、FAプロ）[29]
- 目撃!近親相姦 母・嫁・妹（4月1日、FAプロ）[30]
- パニック4 淫辱へのカウントダウン（4月4日、アタッカーズ）[21]
- 母親同伴セクシー女優面接 Hな仕事に興味がある娘に付き添いだけのはずがまさかの超展開！（4月10日、ホットエンターテイメント）[31]
- 人妻のアナル貫通、二穴挿入中出し料理教室（4月10日、なでしこ）[21]
- 接吻情事 人気美熟女達の…とびきり濃厚な接吻とセックス（4月24日、なでしこ）
- 四十路ギリギリ！お見合い熟女 結婚したいからご奉仕しまくり年増潮乱れ吹き！（5月10日、ホットエンターテイメント）[31]
- 糸引くほどの濃厚で濃密な接吻に溺れる若妻たち あなた、ごめんなさい…背徳の情交3本立て（5月21日、ヒビノ）[32]
- 夫とするより気持ちいい…不倫と接吻と他人のサオ 赤裸々な人妻の下半身事情3本立て（6月18日、ヒビノ）[33]
- 出来心 その気はなかったのに…でも体は正直で…（6月28日、FAプロ）[34]
- ザ_借金 差し出し妻 人妻愛人プレイ/御恩と奉公（7月1日、FAプロ）[35]
- 汚れた口唇 不倫に溺れる若妻の実態（7月1日、FAプロ）[36]
- 未亡人28歳 夫を亡くした女に群がる男たち（7月1日、FAプロ）[37]
- 勇気あるナンパ 年の差15歳以上の可愛い熟々おばさんをゲット！！ 17（7月10日、ホットエンターテイメント）[31]
- コスプレ女子を犯してイカせ続けた性交マッサージ（7月15日、ピーターズ）
- はじめてのねとられ 2 〜若妻を射止めた夫の信じられない性癖〜（7月20日、ながえスタイル）[21]
- 節操のない貞淑な妻（8月1日、FAプロ）[38]
- もつれ 男と女の性が複雑に交差する（8月1日、FAプロ）[39]
- オイルマッサージに狂ったむっちり豊満ボディ人妻（9月10日、ムーディーズ）[21]
- 痴女よりエロい！妄想女のやりたい放題！（9月20日、ながえスタイル）[21]
- ご注文はこの娘ですか？（9月25日、TMA）
- 白昼悪夢 性処理道具とされてしまった若妻（10月1日、FAプロ）[40]
- 恥ずかしいオナラ観察（10月10日、Fetish Tokyo）
- 初回お試し2000円の出張マッサージ！イク寸前で止められて我慢出来ずに延長を懇願する人妻（10月10日、ムーディーズ）[21]
- テレビ番組の収録と偽り、初対面or知り合いの男女に媚薬を飲ませたら一体どうなってしまうのか…リサーチ！！（10月22日、プレステージ）[21]
- 集団輪姦ドキュメント 鬼畜どもの生贄となった女の終末（12月1日、FAプロ）[41]
- 下請け制作お蔵入りビデオ流出！ 放送事故 美人アナウンサー脱糞お漏らし映像（12月4日、マニア9）
- 女体レイプ 凌辱（12月13日、FAプロ）[42]
- とある地下組織の規律 性的暴力。（12月21日、ながえスタイル）[43]
- 私、アレが大好きな絶倫男に発情してしまいました -30代主婦 夫の留守中に…（12月22日、FAプロ）
- 胸糞注意 社内恋愛の末に入籍して近々挙式予定の新婚夫婦なんですが会社にしがみつく事でしか生きていけない社畜なリーマンの僕の目の前で同じ職場で働いている事務員の妻がパワハラ専務のセクハラで肉便器にされる話です（12月31日、JET映像）[44]

2016年
- 世界的美女、ロシアNO1女優ジーナ・ガーソンとハンガリーNO1女優アミラフ・アダラ豪華共演！魁！にっぽん男児！ヨーロッパ パイパン美女をハメ倒す！（1月8日、接吻情事）
- 巨乳黒ギャルの高速騎乗位中出しが超ヤバい☆（1月9日、ムーディーズ）[44]
- ザ・温泉宿 真夏の情事一泊二日 不倫の宿の４８手/有名女流作家の性欲処理/デカくて肉厚な花弁は好色女（1月13日、FAプロ）[45]
- 人妻おねだり延長マッサージ〜施術中に下半身がビクビクして耐えられない！凄い・・もっと刺激が欲しい！だから〜（1月22日、TMA）
- 監禁嬲戯 凌辱される姉妹、朱に染まる夜明け（2月1日、FAプロ）[46]
- 若妻不倫接吻温泉 夫は知らない妻の湯けむり密会現場（2月6日、ヒビノ）[44]
- 人妻ナンパ中出しイカセ 21 安定の池袋編（2月10日、ホットエンターテイメント）[44]
- 性犯罪 刑法177常習犯 連続暴行魔 権藤平八の犯罪/忍び込み暴行 真昼の侵入者/山中暴行 不倫情交中の悪夢（2月13日、FAプロ）[47]
- 乳房 やる!（3月13日、FAプロ）[48]
- 潮が渇れるまで何度もイキ狂う！人妻吹きまくり絶頂中出しエステ（3月21日、ロータス）[44]
- まま母 歪んだ愛情と肉欲にまみれ背徳の母子相姦（5月1日、FAプロ）[49]
- 同性愛 傷つけ愛、求め愛、貪り愛（5月1日、FAプロ）[50]
- スワッピング 夫婦 義兄弟姉妹 祖父（5月25日、FAプロ）
- 女子銀行員 業務上不適切性交渉（6月13日、FAプロ）[51]
- 尻穴に媚薬直注入 人妻狂乱エステ（6月21日、ピーターズ）[44]
- 人妻パイパンびしょ濡れマッサージ（6月24日、TMA）[44]
- 投稿実話 妻がまわされた7 〜守れなかった汚れなき妻の肉体〜（6月25日、ながえスタイル）[44]
- 人妻絶叫淫辱 逃げる事は許されない 本当の快楽を知るまでは…（7月1日、FAプロ）[52]
- 絶望エロス 普通の女子校生が殺人犯になるまで 愛した男は担任教師（7月10日、絶望エロス/妄想族）[44]
- 逆上拘束連姦 〜男に…女に…飽きるまで犯される（10月1日、FAプロ）[53]
- 未亡人・夜這い -亭主に逝かれた熟れた肉体‐（10月1日、FAプロ）[54]
- セクシャルパラノイア 〜抑えきれぬ性的欲望の果てに〜（11月1日、FAプロ）[55]
- 艶っぽい乳房 たわわに熟れたふたつのまろみ（11月13日、FAプロ）[56]
- 人妻妊娠 あやまちの膣内発射！（12月13日、FAプロ）[57]

2017年
- よめ 色っぽい好き者（1月13日、FAプロ）[58]
- 絶望エロス 拾われた猫 吾輩は黒ギャルである 名前はエメラルド（1月13日、絶望エロス/妄想族）
- 不倫で燃やす淫乱ボディー 四十路妻の激しすぎる性技（1月31日、ぶんか社）[3]
- 共犯者日記 10日5割の代償 駄目男に弄ばれた巨乳ＯＬの成れの果て（2月1日、FAプロ）[59]
- マンション団地妻ポルノ-昼下がりの情事-（2月13日、FAプロ）[60]
- どすけべカップルたちの週末 混浴温泉ハプニング 濡れて蒸れたら乱れてまわされて（2月27日、FAプロ）
- 監禁M奴隷 理不尽な暴力と無慈悲な快楽/底なし沼に堕ちてゆくとある女の悲劇（3月1日、FAプロ）[61]
- やらせる！男は何より女のソコが欲しいのだ！（3月12日、FAプロ）[44]
- 寝取られ温泉旅館 両刀使いの変態女将（4月1日、FAプロ）[62]
- 国宝級のIカップ奥様に中出し！「こんなの主人にバレたら怒られちゃう…でももうやめられない！」（4月29日、エチケット）
- 魅惑の悪女〜天使の囁き 悪魔の吐息〜両刀使いの変態女将（5月1日、FAプロ）[63]
- 凌辱願望 めちゃくちゃに犯されたいドM女の隠された性癖（6月1日、FAプロ）[64]
- 禁断の温泉旅館 湯けむり発情地獄！（6月13日、FAプロ）[65]
- 力づくの和姦 昔の彼氏に力づくで犯られる！/白昼の忍び込み暴行犯！/亭主を昏睡させて、その妻を犯す！（7月13日、FAプロ）[66]
- おふくろ 母の性欲（7月13日、FAプロ）[67]
- 会員制 癒し系 美熟女 パブ 五十路ママ（7月27日、Mellow Moon）[44]
- 裏切り嫁 知らぬは夫ばかりなり（8月13日、FAプロ）[68]
- 絶対抜ける！ド迫力映像 あ〜いくぅ その時女はエロスの極み（9月1日、FAプロ）
- 二十歳の嫁 不倫男に吸われるおっぱい/義父に舐められ吸われるおっぱい（9月13日、FAプロ）[69]
- 暴行 不良仲間に姉が輪される!/妹がオヤジに犯られる！（9月13日、FAプロ）[70]
- 嫁 義父に狙われた白きやわ肌（10月13日、FAプロ）[71]
- 絶望エロス 女学生、3 女学生と男友だち 乱交SEX時代 あたし白い下着はもう似合わない 加奈子18歳の秋（11月10日、絶望エロス/妄想族）[44]
- 絶対ヌける!猥褻図画 快楽にのたうついい女-新作撮り下ろし過激SEX集-（11月13日、FAプロ）[72]
- ふしだらな妻 濡れた局部は麻薬色（12月1日、FAプロ）[73]
- 集団輪姦ドキュメント 鬼畜どもの生贄となった女の終末（12月1日、FAプロ）
- 変態映画館 公然ワイセツ痴女（12月13日、FAプロ）[74]

### インターネットテレビ
2009年
- 自宅で痴●する女2（6月26日、パラダイステレビ）

2010年
- 極上セレブ婦人 Vol.3 前編（10月13日、カリビアンコム）[6]
- セレブ婦人の危険なイケメン遊び 前編（10月13日、CHUCHU)[6]
- ベイビィDoll（11月12日、カリビアンコム）[6]

2011年
- しばられたいの2 〜緊縛着物美人〜（1月15日、一本道）[6]
- 女熱大陸 File.023（3月2日、カリビアンコム）[6]
- 神さまの生贄 後編（3月24日、カリビアンコム）
- 極上泡姫物語 Vol.14（5月8日、カリビアンコム）[6]
- めがね素人 〜めがねが似合うHなボインちゃん〜（5月12日、天然むすめ）[6]
- 新米教師〜剣道部顧問編〜（9月19日、カリビアンコム）[75]
- ストリップ劇場で舞う未亡人（9月20日、一本道）[6]
- めがね素人 〜上京したばかりのめがねっ娘〜（10月14日、天然むすめ）
- 江波 薫 53歳（エッチな0930）[76]
- 和久井 雅子 48歳（エッチな0930）[76]
- 隅田 真希子 29歳（エッチな0930）[76]

2012年
- Model Collection109ポップ（1月28日、一本道）[6]
- 淫らな桃尻奴隷（5月28日、カリビアンコム）
- 寝る前にヌいてあげるね（9月16日、カリビアンコム）[6]
- キャリアウーマンの渇き〜エリート女は欲求不満〜（9月28日、HEYZO）[6]
- 勤労感謝にヌいてあげる！（11月23日、HEYZO）
- 田辺 景子 37歳（エッチな0930）
- 石橋 なおみ 30歳（エッチな0930）
- 竹野 由里 22歳（エッチな4610）

2013年
- スケベ椅子を持参する美魔女の風俗嬢（1月13日、パコパコママ）[75]
- 肉食系巨尻若妻の大胆すぎる火遊び〜獣と化した淫乱痴女に連続中出し〜（2月14日、HEYZO）[6]
- アナルにはまった淫乱熟女（6月6日、パコパコママ）[6]
- 女優魂 〜ガチ仕掛けに半ギレ魔性の女〜（6月26日、カリビアンコム）
- 暑い夏の日の野外露出（7月31日、パコパコママ）[77]
- タイムファックバンディット 時間よ止まれ 女性専用車両編（8月9日、カリビアンコム）[78]
- 熟女とお医者さんごっこ（9月12日、パコパコママ）[6]
- 痴漢電車 〜声が出せないリクスー娘〜（9月15日、カリビアンコム）[79]
- 人妻なでしこ調教 〜綺麗な五十路妻のイキ狂い〜（10月5日、パコパコママ）[76]
- 人妻投稿映像 〜セフレの目の前で犯される淫乱妻〜（10月10日、パコパコママ）[6]
- パイパンロリ娘 〜変態ナース編〜 沢田あいり（10月24日、カリビアンコム）[6]
- メンズエステサロンに嵌る人妻（10月29日、カリビアンコム）[6]
- 裸族出身の熟女とソープごっこ（11月7日、パコパコママ）[75]
- オーガズム未体験の女 〜イカせてください〜（11月11日、カリビアンコム）[6]
- スケベ椅子持参でお見舞い申し上げます（11月26日、カリビアンコム）[78]
- 美痴女〜淫乱な女教師の後輩指導〜（12月6日、HEYZO）[78]
- 先生とHな関係（12月10日、カリビアンコム）[78]
- 緊急停止！密室エレベーター輪姦（12月30日、カリビアンコム）[78]

2014年
- タイムファックバンディット 時間よ止まれ 〜リーガルパイ 前編〜（1月9日、カリビアンコム）[78]
- タイムファックバンディット 時間よ止まれ 〜リーガルパイ 後編〜（1月10日、カリビアンコム）[78]
- ギリギリハメ撮り 癖になっちゃう野外青姦！（1月14日、カリビアンコム）[78]
- 破天荒な人妻と野外ファック（1月23日、パコパコママ）
- 所持金ゼロ！目指せ九州！102cm爆乳ヒッチハイク！（1月25日、カリビアンコム）[78]
- ミュウ社長の痴女道育成調教（2月26日、カリビアンコム）[78]
- 美痴女〜女医が教える至極の性感帯〜（3月8日、HEYZO）[78]
- 素人AV面接 〜フェラテクに自信ありの女の子〜（3月14日、天然むすめ）[78]
- ムチャぶり！清水恋花（4月4日、一本道）[78][79]
- ハ○ーワークから出てくる人妻は うまいもうけ話にノコノコついて行くという 悲しい習性を持っている！ を検証してみました（4月17日、ムラムラ素人）
- 素人のお仕事 〜塗装職人のお姉さんを口説いてみました〜（4月22日、天然むすめ）[78]
- しおり嬲り（5月4日、カリビアンコム）[78]
- 救性天使るな〜美乳天使3P中出し〜（5月5日、カリビアンコム）
- 放課後に、仕込んでください 〜ザーメンごっくん実践授業〜（5月17日、カリビアンコム）
- 今話題のウハウハなサービス「レンタル奥さん」を雇えば、本物の夫婦のように掃除、洗濯、下の世話…どこまで結婚生活を堪能できるのかを検証してみました（5月31日、ムラムラ素人）[79]
- エッチな教育実習生〜憧れの恩師と禁断の生ハメ研修〜（6月5日、カリビアンコム）[79]
- 運動不足と欲求不満の人妻がノーブラ＆ノーパンでジョギング中に知り合いの男性とばったり遭遇！どうにか知り合いと一発やろうと鬼アピールする猛烈にエロい人妻のお話（6月10日、ムラムラ素人）
- 100センチオーバーの巨乳むすめはヤリマン女だった（6月11日、カリビアンコム）[78]
- カリビアンコムカップ 〜ワールドファック2014〜（6月19日、カリビアンコム）[79]
- 元地方局女子アナが初登場！生本番ニュースショー（6月28日、カリビアンコム）[79]
- スカイエンジェル 158 PLUS（7月8日、一本道）[79]
- 車内羞恥プレイで大興奮（7月23日、一本道）[79]
- 性感クリニックで大人の卑猥な治療（8月8日、一本道）
- Marica In Europe 〜男を調教して野外生ハメ〜（8月15日、カリビアンコム）[79]
- ちゃりん娘〜サドルがこすれて気持ちイイ！〜（8月22日、天然むすめ）[75]
- アメリカ留学の悲しい出来事（8月23日、カリビアンコム）
- スカイエンジェル 174 パート 1（8月27日、カリビアンコム）[79]
- 罠に堕ちたロシア妻（8月28日、カリビアンコム）[79]
- 大人しそうでNoと言えなそうな娘を思いっきりガンガンに口説いてAVに出させてみました（8月28日、ムラムラ素人）[79]
- スカイエンジェル 174 パート 2（9月17日、カリビアンコム）[79]
- 人妻投稿映像 〜旦那が見てても、お汁が止まらない私〜（9月24日、パコパコママ）[75]
- スカイエンジェル 173 パート1（10月10日、一本道）[79]
- タイムファックバンディット 時間よ止まれ 〜ヨーロッパ編〜（10月25日、カリビアンコム）[76]
- スレンダー美女を徹底調教〜拘束3Pファック〜（10月29日、一本道）[76]
- ベリーダンスで、膣圧を鍛える人妻（11月6日、パコパコママ）[75]
- 働く地方のお母さん 〜垂れ爆乳で悩殺するエステティシャン〜（11月21日、パコパコママ）[76]
- 昔からのファンに感謝！AV復帰童貞狩り！（11月24日、カリビアンコム）
- 今日は開放的に行きたいねということでフットサル仲間のセフレにノーパン・ノーブラ・野外オナニー・野外セックスを要求！（12月11日、ムラムラ素人）
- パイパン1日レンタル 〜ヨーロッパのコールガールは性欲満々〜（12月22日、カリビアンコム）[76]

2015年
- 100センチ超！真冬の爆乳競泳水着（2月12日、パコパコママ）[75]
- ロリコン専用ソープらんど（2月19日、カリビアンコム）[76]
- 好色妻降臨 48 パート1（3月11日、一本道）[76]
- 家族も知らないギラギラする私 〜Gカップ熟女の初オナニー〜（3月27日、パコパコママ）[76]
- 好色妻降臨 48 パート2（5月19日、一本道）[76]
- 素人AV面接 〜野外調教をJKでやっちゃいました〜（6月23日、天然むすめ）
- スケスケTバックの欲求不満妻にロケ車で生ハメ姦！（7月6日、XCITY）
- 素人奥様初撮りドキュメント 30 さゆり（10月2日、パコパコママ）[75]
- 高級会員制クラブ『雅』4 前編〜再開、淫靡な宴〜（11月7日、HEYZO）[76]
- 全裸で接客？新人アルバイトのコンビニレジ!?（11月11日、ABC動画）
- 働く地方のお母さん 〜手先が器用なカリズキ美容師〜（11月21日、パコパコママ）[75]
- 南欧テレビプロデューサーアントニオの日本AV潜入レポート（11月29日、カリビアンコム）[76]
- 好色妻降臨 52 パート2（12月15日、一本道）[76]

2016年
- 青山未来は左曲がりがお好き（1月15日、カリビアンコム）[76]
- 好色妻降臨 54 パート2（2月2日一本道）
- 最高級出張デリヘル嬢・ミリア（2月2日、HEYZO）[76]
- 露出癖のある熟女ととことんヤリまくる（3月11日、パコパコママ）[76]
- スレンダー美熟女・羽月ミリアで遊んじゃおう!（3月11日、HEYZO）[76]
- 好色妻降臨 Vol.57 : 逢沢はるか（4月1日、Pikkur）[75]
- 好色妻降臨 Vol.54 : 羽月ミリア（4月26日、Pikkur）[76]
- 逢沢はるか フルHD W Sex Doll ダッチワイフ 中出し三昧 Part.1（4月29日、トリプルエックス）[75]
- 逢沢はるか W Sex Doll ダッチワイフ 中出し三昧 Part.3（5月1日、トリプルエックス）
- 好色妻降臨 Vol.48 : 倖田りな Part.1（5月18日、Pikkur）[76]
- 好色妻降臨 57 パート1（5月24日、一本道）[75]
- 高級ソープへようこそ 青山未来（5月27日、一本道）[75]
- セックスと格闘技を愛する風俗嬢（7月9日、パコパコママ）[75]
- 裸族出身の熟女とソープごっこ（7月13日、カリビアンコム）[75]
- Debut Vol.30 〜声優のタマゴがAVに専念することにしました〜（9月1日、カリビアンコム）[75]

2017年
- 1●才 性感オイルマッサージ（3月28日、XCITY）
- 好色妻降臨 Vol.52 : 本真ゆり（4月18日、Pikkur）[76]

- ベリーダンスで、膣圧を鍛える人妻（5月3日、カリビアンコムプレミアム）[75]
- The Outdoor SEX Double Penetration 二穴青姦 SHRIMA MALATI（5月4日、金8天国）[77]
- 恋オチ 〜ロリロリまりんちゃんの恋〜（5月6日、カリビアンコム）[75]
- The Outdoor SEX Double Penetration 二穴青姦 VOL2 SHRIMA MALATI（5月6日、金8天国）[77]
- 土下座ナンパ（5月16日、一本道）[75]
- 彼からの宿題。（5月20日、カリビアンコム）[75]
- SWITCHOVER MASSAGE まさかの逆転マッサージ Candy Alexa（6月1日、金8天国）
- 超ド派手な肉食系美女が素人宅にセックス訪問（6月15日、一本道）[75]
- JAPANESE STYLE MASSAGE 18歳の真っ白な美BODYをタップリ弄ぶ REBECCA VOLPETTI（6月15日、金8天国）
- 甘えん坊な僕の彼女 Sofi Goldfinger（7月6日、金8天国）
- 視界侵入！たちまち挿入！ 〜秒ハメされてカラダが硬直〜（7月7日、カリビアンコム）
- 出張キャバ嬢はスキだらけ〜下の口も潤して〜（7月14日、HEYZO）
- DEBUT NEWCOMER 現地直送新人デビュー19歳 Aria Logan（8月3日、金8天国）
- DEBUT NEWCOMER 現地直送新人デビュー19歳 VOL2 Aria Logan（8月11日、金8天国）
- デカ乳 LABORATORY 柔らか巨乳を揉みまくる Ayda Swinger（8月17日、金8天国）
- デカ乳 LABORATORY 柔らか巨乳を揉みまくる VOL2 Ayda Swinger（8月24日、金8天国）
- JAPANESE STYLE MASSAGE 素人娘の感じやすい濡れマンコをタップリ弄ぶ Lila Lok（9月7日、金8天国）
- 巨乳インストラクターのパイズリレッスン!（10月21日、HEYZO）[77]
- 制服美女倶楽部 Vol.20（10月27日、カリビアンコム）[77]
- 可愛い巨乳の教え子に誘われて・・JAPANESE STUDY Olivia Nice（11月9日、金8天国）[77]
- 可愛い巨乳の教え子に誘われて・・JAPANESE STUDY VOL2 Olivia Nice（11月16日、金8天国）[77]
- 教え子と禁断の放課後・・JAPANESE STUDY（11月21日、金8天国）[77]
- 教え子と禁断の放課後・・JAPANESE STUDY VOL2 Lucette Nice（11月30日、金8天国）[77]
- 巨乳家政婦 〜満足して頂けるよう全裸で頑張ります〜（12月2日、カリビアンコム）[77]
- 聖夜に突然やってきたスレンダーエロ可愛サンタ Merry Christmas Vol1 Tera（12月22日、金8天国）[77]
- 聖夜に突然やってきたスレンダーエロ可愛サンタ Merry Christmas Vol2 Tera（12月23日、金8天国）[77]

### 映画
- WORTHLESS WOMAN 〜抜けない女〜（2011年）

### ネット配信
- ササヅカちゃんねる♯20 AV男優“氷崎健人”氏によるポエムの会（ニコニコ生放送、2015年1月29日）
- 渋谷 LUV NIGHT vol.08[1]（ニコニコ生放送、2015年3月13日）